# Marcel Thiry
Pour les articles homonymes, voir Thiry.
Œuvres principales
- Toi qui pâlis au nom de Vancouver
- Statue de la fatigue
- La Mer de la tranquillité

Marcel Thiry, né le 13 mars 1897 à Charleroi et mort le 5 septembre 1977 à Vaux-sous-Chèvremont, est un homme politique et écrivain belge d'expression française et un militant wallon.

## Biographie
Marcel Oscar Camille Lucien Gaston Thiry, né le 13 mars 1897 à Charleroi, est le fils de Camille Thiry, employé, et de Zoé Anème. Il s'est marié deux fois : avec Marguerite Kemna puis après son décès avec May Gerard (décédée en 1967). Sa fille, Lise Thiry, est une virologue de réputation mondiale.
La Première Guerre mondiale qui débute en août 1914, interrompt ses études secondaires. Il s'engage alors dans l'armée belge comme volontaire de guerre et rejoint le corps des autocanons belges qui est envoyé sur le front russe. 
Après l'armistice, il étudie le droit à l’Université de Liège. La mort de son père le conduit à reprendre le commerce familial de bois et de charbon en 1928. Antifasciste, Marcel Thiry dénonce le régime fasciste hitlérien qui s'est installé en Allemagne en 1933. De même, il dénonce son alter ego belge, le rexisme et la politique belge de neutralité de Léopold III et de l'état-major belge. À rebours de cette stratégie, il prône une alliance avec la France. En 1940, il publie le pamphlet Hitler n’est pas jeune. Il fait connaître ses positions dans L’Action wallonne, journal dirigé par son ami Georges Thone.
Pendant la Seconde Guerre mondiale, étant connu pour ses opinions antifascistes, il reste dans la clandestinité en Belgique occupée par l'armée allemande. Anticipant la Libération, il participe toutefois à la préparation d'un Congrès national wallon.
Dans les années 1950, la Question royale le conduit à envisager pour la Belgique une solution fédéraliste : il publie Lettre aux jeunes Wallons (1960) où il exhorte « sauver l’existence de la Wallonie comme peuple français ».
En 1968, il est cofondateur du Rassemblement wallon, parti politique fédéraliste, qui revendique l'autonomie de la Wallonie. De 1968 à 1974, il siège au Sénat où il défend la langue française et les minorités linguistiques notamment dans les Fourons. De même, Marcel Thiry a toujours prôné une solidarité étroite entre la Wallonie et Bruxelles. En 1972, il est nommé vice-Président du Conseil culturel de la Communauté française. Il est délégué par le gouvernement à l’ONU et député européen de 1972 à son décès en 1977.
En 1939, il est élu à l’Académie royale de Langue et de Littérature françaises. De 1960 à 1972, il en est secrétaire perpétuel.

## Contribution dans la littérature
Le vers célèbre Toi qui pâlis au nom de Vancouver donne le titre de son plus célèbre recueil de poèmes. On lui doit également La Mer de la tranquillité (1938), Nouvelles du grand possible (1960) et Nondum jam non (1966).

## Principales œuvres

### Poésie
- Le cœur et les sens (1919)
- Toi qui pâlis au nom de Vancouver (1924)
- Plongeantes Proues (1925)
- L'Enfant prodigue (1927)
- Statue de la fatigue Prix triennal de poésie 1934
- Marchands (1936)
- La Mer de la Tranquillité (1938)
- Âges (1950)
- Usine à penser des choses tristes (1957)
- Vie-Poésie (1961)
- Le Festin d'attente (1963)
- Le Jardin fixe (1969)
- Saison cinq et quatre proses (1969)
- L'Ego des neiges (1972)
- Songes et spélonques (1973)
- L'Encore (1975)

### Romans et nouvelles
- Échec au temps (1945)
- Juste ou la Quête d'Hélène (1953)
- Comme si (1959)
- Nouvelles du Grand Possible (1960)
- Simul et autres cas (1963)
- Nondum jam non (1966)

### Essais
- Voir grand (1921), essai politique
- Hitler n'est pas jeune (1940), pamphlet
- Lettre aux jeunes Wallons (1960), essai politique
- Le Poème et la langue (1967), essai littéraire

## Prix Marcel Thiry
La Ville de Liège a institué en l'an 2000 un Prix littéraire Marcel Thiry pour honorer la mémoire du poète et écrivain.
Ce prix annuel récompense alternativement une œuvre poétique et une œuvre romanesque.

## Fonds Marcel Thiry
- La Bibliothèque Ulysse Capitaine est dépositaire de sa bibliothèque

## Cinéma
Jean Delire a adapté deux fois Marcel Thiry :
- Une simple alerte (1967), court métrage (28 minutes) d'après la nouvelle éponyme parue en 1967 aux Éditions Marabout dans le recueil Nouvelles du Grand Possible. Apparition de Maurice Béjart.
- L'enlèvement d'Europe (1969), téléfilm, 35 minutes

## Hommages et distinction
En 1964, il reçoit le prix quinquennal de littérature pour l'ensemble de sa carrière.
En hommage à son œuvre, des avenues et rues lui ont été dédiées à Chaudfontaine, Liège, Woluwe-Saint-Lambert et Louvain-la-Neuve.
Marcel Thiry a été choisi comme un des Cent Wallons du siècle, par l'Institut Jules Destrée, en 1995.
En 1946, la distinction suivante lui a été attribuée par Charles de Belgique, prince régent :
- Officier de l'ordre de la Couronne.